# Aspoglossum
× Aspoglossum (abreviado Aspgm) es un híbrido intergenérico entre los géneros de orquídeas Aspasia × Odontoglossum. Fue publicado en Orchid Rev. 70(831, noh): 1 (1962).